# Magister officiorum

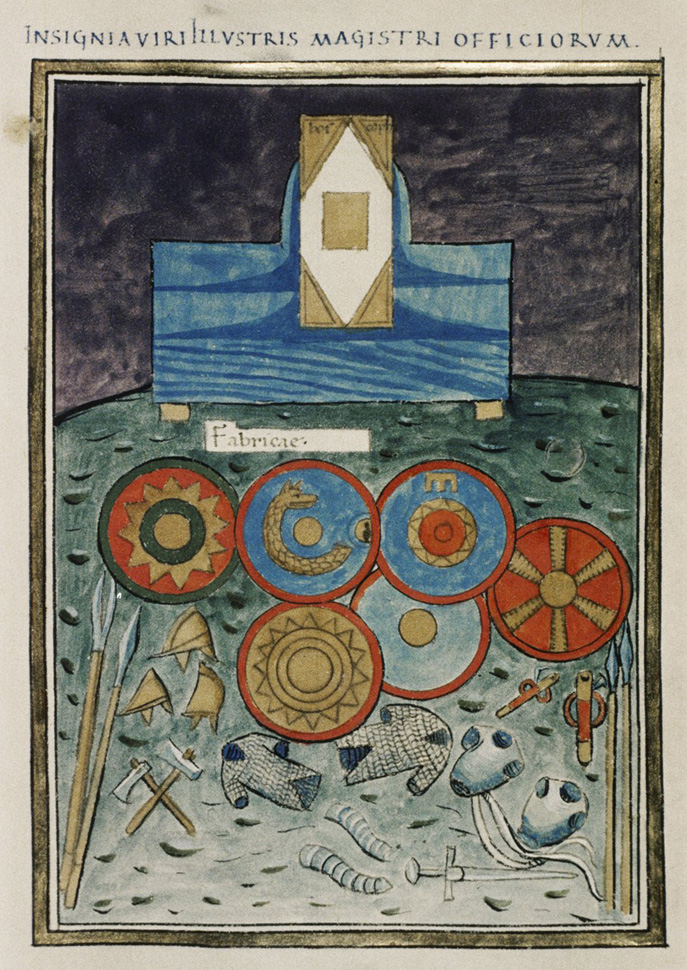
Insigne van de oostelijke Magister officiorum in Notitia dignitatum

De Magister officiorum (Grieks:  μάγιστρος τῶν ὀφφικίων / magistros tōn offikiōn) was een ambt dat kan worden omschreven als dat van  hofmaarschalk of opperkamerheer van het keizerlijk huis van Rome.
De functie van magister officiorum (“meester der ambten”) werd door Constantijn de Grote ingesteld. Mogelijk was dit om een tegenwicht te bieden aan het machtige ambt van praefectus praetorio.
Hij regelde de audiënties en oefende rechtspleging tussen al de personen van de hofhouding.